# Adesmus hemispilus
Adesmus hemispilus es una especie de escarabajo longicornio del género Adesmus, categorizada en la tribu Hemilophini, de la subfamilia Lamiinae. Fue descrita por Germar en 1821.

## Descripción
Mide 13,5-16,8 mm de longitud.

## Distribución
Se distribuye por Argentina, Brasil y Paraguay.